# Chebsaurus
Chebsaurus is een geslacht van plantenetende sauropode dinosauriërs behorend tot de groep van de Eusauropoda dat tijdens het midden van de Jura leefde in het gebied van het huidige Algerije.

## Vondst en naamgeving
De staatsoliemaatschappij van Algerije, Sonatrach, besloot een Musée de la Géologie et des Hydrocarbures op te richten. Het was de bedoeling dat wat interessanter te maken door indrukwekkende fossielen tentoon te stellen, liefst van dinosauriërs. Farida Mahammed, die leiding gaf aan het project, besloot samen met Leïla Mami, de paleontologe aan Sonatrach verbonden en professor geologie Larbi Mekahli lagen uit de Jura en het Krijt hiertoe te gaan onderzoeken. De aandacht richtte zich vooral op de Ksour waar al eerder fossielen waren gevonden en dat eenvoudig toegankelijk was. Een team van de Universiteit van Waran groef in september en oktober 1999 een vijftigtal botten op op de noordflank van de Rouis El Djir, ten westen van Sfissifa. De Franse paleontoloog Philippe Taquet identificeerde deze in 2000 als beenderen van sauropoden. Sonatrach maakte de vondst in februari 2000 bekend en gaf het fossiel de bijnaam Le Géant des Ksours, de "Reus van Ksour", aangezien hij gevonden is in het Ksourgebergte bij de grens met Marokko. Jarenlang werd de locatie, die onder permanente militaire bewaking staat, daarna ieder voorjaar en herfst door teams onderzocht. In 2004 voegden zich daar ook Franse onderzoekers bij. Op de vindplaats werd een klein museum ingericht.
De typesoort Chebsaurus algeriensis is in 2005 benoemd en beschreven door Farida Mahammed, Émilie Läng, Leïla Mami, Larbi Mekahli, Miloud Benhamou, Boumediène Bouterfa, Ali Kacemi, Sid-Ali Chérief, Hayate Chaouati en Philippe Taquet. Het eerste deel van de geslachtsnaam "Cheb" betekent "knaap" in het Arabisch ,"شاب", de soortaanduiding verwijst naar Algerije. 
Het fossiel, holotype D001-01 — 78, is gevonden in een laag die vermoedelijk dateert uit het Callovien, zo'n 165 miljoen jaar oud. Het bestaat uit delen van de schedel en de rest van het skelet van een nog onvolwassen exemplaar. Het omvat het basioccipitale, een surangulare, een dentaire tand, de proatlas, de draaier, nog eens zes halswervels, zes voorste en middelste ruggenwervels, een sacrale wervel, drie middelste staartwervels, een schouderblad, twee bovenste opperarmbeenderen, een rechterellepijp, de bovenkant van een rechterspaakbeen, carpalia, drie middenhandsbeenderen, een vingerkootje, drie handklauwen, een gebroken darmbeen, de bovenkant van een schaambeen, de onderkant van een kuitbeen, vijf middenvoetsbeenderen, een teenkootje en vijf voetklauwen. Het fossiel werd geprepareerd door Renaud Vacant. Het is de meest complete sauropode vondst die in Algerije gedaan werd.
In 2010 werd een tweede skelet beschreven, D001-79–D001-118, ook weer van een jong dier. Het lag direct naast het eerste skelet en is van gelijke grootte. Het was in 2010 nog niet geheel opgegraven maar materiaal van de schedel en het postcraniaal skelet was geborgen, waaronder twee praemaxillae van de snuit. De kwaliteit van de beenderen was beter.

## Beschrijving
Het individu van het holotype is naar schatting van de beschrijvers ongeveer acht tot negen meter lang.
In 2010 werden geen autapomorfieën vastgesteld, unieke afgeleide eigenschappen. Wel was er een unieke combinatie van kenmerken. Het surangulare van de onderkaak is slank, langer dan hoog. De tubera basilaria, aanhangsels van de onderste hersenpan, zijn kort en robuust, een hoek van 60° met elkaar makend, en naar voren hellend waarbij hun ovale facetten op de voorste onderzijde liggen. Bij de ruggenwervels liggen de pneumatische uithollingen op het voorste twee derden deel van het zijvlak. Bij de voorste staartwervels is de onderkant overdwars relatief smal. De schoudergordel, het bekken en de ledematen zijn lichtgebouwd. De onderrand van het ravenbeksbeen heeft geen inkeping.
De snuit is laag, een verlaagd plateau vormend vóór het neusgat. De tanden zijn lepelvormig. De wervels zijn massief. De "pneumatische" uithollingen zijn geen echte pleurocoelen met een doorboorde botwand.

## Fylogenie
Chebsaurus werd in 2005 basaal in de Eusauropoda geplaatst als een vermoedelijke nauwe verwant van Cetiosaurus in de Cetiosauridae. In 2010 vond een exacte cladistische analyse een positie in de Eusauropoda, buiten de Neosauropoda, in een polytomie met Lapparentosaurus madagascariensis, Ferganasaurus verzilini, ?Cetiosaurus mogrebiensis en Cetiosaurus oxoniensis, boven Barapasaurus in de stamboom.